# Tim McGraw (sång)
"Tim McGraw" är den amerikanska countrypopsångerskan Taylor Swifts debutsingel. Hon var 16 år när hon debuterade med låten, som hon skrivit tillsammans med Liz Rose. Sången berättar om Taylors minne av en sommarkärlek och hur en låt av countryartisten Tim McGraw fick henne att minnas honom, därav namnet på låten.
Taylor har sagt att hon skrev låten under en matematiklektion i high school. Låten handlar om henne och hennes pojkvän. När han skulle flytta för att börja på college visste hon att de skulle göra slut.

## Listplaceringar
Låten debuterade på plats 60 på Billboard Hot Country Songs, där den låg kvar i 26 veckor för att sedan nå sjätte plats. Låten nådde även plats 40 på Billboard Hot 100.
| Singellista (2006-2007)                  | Topplacering |
| ---------------------------------------- | ------------ |
| USA Billboard Hot Country Songs          | 6            |
| USA Billboard Hot 100                    | 40           |
| USA Billboard Radio Songs                | 46           |
| Canadian Radio & Records Country Singles | 10           |